# Godfather of Harlem
Godfather of Harlem es una serie de televisión de drama criminal estadounidense, que se estrenó el 29 de septiembre de 2019 en Epix.
Fue protagonizada por Forest Whitaker como el gánster de los años sesenta de Nueva York Bumpy Johnson. 
La serie es una precuela de la película American Gangster, de 2007.
Fue escrita por Chris Brancato y Paul Eckstein.
Whitaker sirvió como productor ejecutivo junto a Nina Yang Bongiovi, James Acheson, John Ridley y Markuann Smith.

## Sinopsis
Godfather of Harlem cuenta la historia novelizada del infame jefe de la mafia Bumpy Johnson, quien a principios de los años sesenta regresó tras diez años de prisión y se encuentra con que el barrio que una vez gobernó está en ruinas.
Con las calles controladas por la mafia italiana, Bumpy debe enfrentarse a la familia criminal Genovese para recuperar el control.
Durante la brutal guerra, forma una alianza con el predicador musulmán Malcolm X, lo que atrapa el ascenso político de Malcolm en el punto de mira de la agitación social y de una guerra de mafias que amenaza con destrozar la ciudad.

## Elenco

### Principal
- Forest Whitaker (1961-) como Bumpy Johnson (1905-1968).
- Nigél Thatch (1976-) como Malcolm X (1925-1965), un predicador musulmán, activista contra el apartheid estadounidense amigo de Bumpy y una de las figuras prominentes de la Nación del Islam.
- Ilfenesh Hadera (1985-) como Mayme Thatcher Johnson, la esposa de Bumpy.
- Vincent D'Onofrio (1959-) como el mafioso Vincent Chin Gigante (1928-2005).
- Rafi Gavron (1989-) como Ernie Nunzi, un violento asociado de Vincent Mentón Gigante.
- Lucy Fry (1992-) como Stella Gigante, la hija de Vincent y la novia de Teddy.
- Kelvin Harrison Jr. (1994-) como Teddy Greene, un aspirante a músico y el novio de Stella.
- Antoinette Crowe-Legacy (1985-) como Elise Johnson, hija de Bumpy, adicta a la heroína.
- Giancarlo Espósito (1958-) como el pastor bautista y concejal Adam Clayton Powell Jr. (1908-1972).
- Erik LaRay Harvey (1972-) como Del Chance, uno de los ejecutores de mayor confianza de Bumpy.
- Demi Singleton (2007-) como Margaret Johnson, la nieta de Bumpy.

### Recurrentes
- Paul Sorvino (1939-2022) como el jefe de la mafia Frank Costello (Francesco Castiglia, 1891-1973).
- Luis Guzmán (Puerto Rico, 1956-) como Alejandro el Guapo Villabuena.
- Chazz Palminteri (1952-) como el jefe de la mafia Joe Bonanno (Giuseppe Bonanno, 1905-2002).
- Deric Augustine (1990-) como el boxeador musulmán Muhammad Ali (Cassius Clay, 1942-2016).
- Clifton Davis (1945-) como el líder religioso musulmán Elijah Muhammad (189-1975), activista anti-apartheid y autoproclamado «mensajero de Alá».
- Elvis Nolasco como Nat Pettigrew.
- Kathrine Narducci (1985-) como Olympia Gigante
- Steve Vinovich (1953-) como el senador racista demócrata John McClellan (1896-1977), segregacionista (que apoyaba el apartheid estadounidense).
- Tramell Tilman (1985-) como Bobby Robinson.
- Sean Allan Krill (1971-) como el político demócrata Lester Wolff (1919-1991).
- Roslyn Ruff como Delia Greene
- Markuann Smith como Junie Byrd
- Kevin Corrigan como Venero Frank «Benny Eggs» Mangano

### Invitados
- Jazmine Sullivan (1987-) como Mary Wells.
- Aloe Blacc (1979-) como Lionel, un amigo de Stella, que es asesinado accidentalmente por Ernie, en un caso de identidad equivocada.
- Samm Henshaw (1994-) como el cantante afroestadounidense Sam Cooke (1931-1964).

## Episodios
| N.º | Título                        | Dirigido por        | Escrito por                    | Fecha de lanzamiento original |
| --- | ----------------------------- | ------------------- | ------------------------------ | ----------------------------- |
| 1   | «By Whatever Means Necessary» | John Ridley         | Chris Brancato & Paul Eckstein | 29 de septiembre de 2019      |
| 2   | «The Nitty Gritty»            | Joe Chappelle       | Chris Brancato                 | 6 de octubre de 2019          |
| 3   | «Our Day Will Come»           | Joe Chappelle       | Paul Eckstein                  | 13 de octubre de 2019         |
| 4   | «I Am the Greatest»           | Guillermo Navarro   | Chris Brancato                 | 20 de octubre de 2019         |
| 5   | «It's All in the Game»        | Guillermo Navarro   | Lawrence Andries               | 27 de octubre de 2019         |
| 6   | «Il Canto de Malavita»        | Tanya Hamilton      | Chris Brancato                 | 3 de noviembre de 2019        |
| 7   | «Masters of War»              | Tanya Hamilton      | Zach Calig                     | 10 de noviembre de 2019       |
| 8   | «How I Got Over»              | Ernest R. Dickerson | Resheida Brady & Mosie Verneau | 17 de noviembre de 2019       |
| 9   | «Rent Strike Blues»           | Ernest R. Dickerson | Chris Brancato & Michael Panes | 24 de noviembre de 2019       |
| 10  | «Chickens Come Home to Roost» | Joe Chappelle       | Chris Brancato                 | 1 de diciembre de 2019        |

## Producción

### Desarrollo
El 25 de abril de 2018, se anunció que Epix había ordenado la producción de la serie con una primera temporada de diez episodios que se estrenaría en 2019. La serie será escrita por Chris Brancato y Paul Eckstein, que también producirán en forma ejecutiva junto con Forest Whitaker, Nina Yang Bongiovi, James Acheson y Markuann Smith. Brancato también servirá como showrunner. Las compañías de producción involucradas en la serie incluyen a ABC Signature Studios y Significant Productions.
El 19 de junio de 2018, se anunció que John Ridley dirigiría el primer episodio de la serie.
El 12 de febrero de 2020, la serie fue renovada para una segunda temporada.

### Casting
Junto con el anuncio de la serie, se confirmó que Forest Whitaker protagonizaría la serie como Bumpy Johnson. En septiembre de 2018, se anunció que Vincent D'Onofrio, Ilfenesh Hadera, Antoinette Crowe-Legacy, Nigél Thatch, Kelvin Harrison Jr., Lucy Fry, y Paul Sorvino se habían unido al elenco principal de la serie. En octubre de 2018, se informó de que Giancarlo Esposito y Rafi Gavron se habían unido al elenco recurrente de la serie. El 8 de enero de 2019, se anunció que Kathrine Narducci se había unido al elenco recurrente de la serie.

### Rodaje
El rodaje de la serie, se inició en septiembre de 2018 en Nueva York.

## Lanzamiento

### Distribución
En España, la serie se estrenó el 30 de septiembre de 2019, en HBO España. En Latinoamérica, se estrenó en junio de 2020, en Fox Premium Series.

## Recepción
En Rotten Tomatoes la serie tiene un índice de aprobación del 91%, basado en 23 reseñas, con una calificación promedio de 7,44/10. El consenso crítico del sitio dice, «Tan elegantemente vestido como está escrito, Godfather of Harlem camina por bloques familiares a su propio ritmo y causa una fuerte primera impresión». En Metacritic, tiene puntaje promedio ponderado de 72 sobre 100, basada en 10 reseñas, lo que indica «críticas generalmente favorables».